# María del Mar Cabra Valero
Maria del Mar Cabra Valero (Madrid, 14 de juny de 1983) és perdiodista d'investigació i especialista en anàlisi de dades. És llicenciada en Comunicació Audiovisual per la Universitat Complutense de Madrid i Màster en Periodisme d'investigació per la Universitat de Colúmbia de Nova York, estudis que va realitzar havent rebut una beca Fulbright.
Des de l'any 2004 ha treballat a diversos mitjans nacionals i internacionals, sent investigadora i periodista local a la BBC per a temes sobre Espanya. A partir de l'any 2005 treballa com a redactora, videoperiodista i productora a mitjans com CNN+, El Mundo i la Sexta.
L'any 2009 rep una beca Fulbright per estudiar al Centre Stabile de Periodisme d'Investigació (Universitat de Colúmbia) de Nova York on rep diversos premis i honors, com el DuPont-Crichton al millor documental. Durant la seva estada als Estats Units treballa com investigadora a la televisió pública nord-americana PBS, al Miami Herald i a altres mitjans com The Huffington Post.
Des de l'any 2011 és membre del Consorci Internacional de Periodistes d'Investigació, una organització que compta amb més de 160 periodistes que treballen junts en investigacions transnacionals. Els projectes en els que ha treballat fins ara són: Secrecy for Sale: Inside the Global Offshore Money Maze (sobre paraísos fiscals), Skin and Bone (sobre la comercialització de teixits humans), Plunder in the Pacific i Spain's $8 Billion Fish (ambdós sobre el sector pesquer).
L'Associació de la Premsa de Madrid va guardonar l'any 2012 Mar Cabra amb el Premi Larra al periodista menor de 30 anys més destacat de l'any.
Mar Cabra destaca per ser una de les principals impulsores a Espanya del periodisme de dades; des del 2012 és directora i co-fundadora de la Fundació Civio, una organització sense ànim de lucre que utilitza la tecnologia per a apostar per una major transparència i un accés lliure a les dades públiques.
El desembre de 2012 fou escollida com a vice-presidenta del capítol espanyol de l'Open Knowledge Foundation, una organització no lucrativa dedicada a promoure les dades obertes i coneixement obert.
Actualment, Mar Cabra segueix treballant com a periodista d'investigació per l'ICIJ, és professora de periodisme de dades, periodisme assistit per ordinador i d'investigació a la Universitat Rey Juan Carlos de Madrid i altres centres, a més de conferenciant habitual en nombrosos congressos.